# Adro
Adro (lombardul: Àder) település Olaszországban, Lombardia régióban, Brescia megyében. Lakosainak száma 7127 fő (2023. január 1.). Adro Capriolo, Cazzago San Martino, Corte Franca, Erbusco, Palazzolo sull’Oglio, Paratico és Iseo községekkel határos.

## Népesség
A település népessége az elmúlt években az alábbi módon változott:
| Lakosok száma | 7186 | 7140 | 7168 | 7127 |
|               | 2011 | 2017 | 2018 | 2023 |